# Чемпіонат U-19 України з футболу 2024—2025
13-та юнацька першість України з футболу проходив з 2 серпня 2024 року по 24 травня 2025 року.

## Регламент
До участі в матчі чемпіонату U-19 допускаються футболісти 2006 року народження та молодші. Допускається участь 5 (п’яти) футболістів 2005 р.н., які можуть одночасно впродовж усього ігрового часу перебувати на полі. У складі команди клубу на полі під час матчу може одночасно перебувати не більше 7 (семи) футболістів-легіонерів.

## Учасники
У турнірі беруть участь 16 юнацьких команд:
| Команда               | Населений пункт                      | Стадіон | Місткість стадіону        | Місце в сезоні 2023/24 |
| --------------------- | ------------------------------------ | --- | ------------------------- | ---------------------- |
| «Верес» U-19          | Рівне                                | НТБ «Верес» | 200                       | 11                     |
| «Ворскла» U-19        | Полтава                              | «Молодіжний» «Лтава» (5 матчів) | 680 650                   | 9                      |
| «Динамо» U-19         | Київ                                 | НТБ «Динамо» | 750                       | 1                      |
| «Зоря» U-19           | Луганськ                             | НТБ «Динамо» (Київ) (5 матчів) «Княжа-Арена» (критий манеж) (с. Щасливе) (5 матчів) ОФК ім. І. Піддубного (Київ) (2 матчі) «Колос» (Бориспіль) (1 матч) НТБ «Колос» (с. Соф. Борщагівка) (1 матч) Арена «Лівий берег» (тренувальне поле) (мас. Млиново) (1 матч) | 750 250 1500 5654 250 500 | 10                     |
| «Інгулець» U-19       | с-ще Петрове                         | «Сокіл» (Львів) | 1000                      | —                      |
| «Карпати» U-19        | Львів                                | «Скіф» «Сокіл» (1 матч) | 4033 1000                 | —                      |
| «Колос» U-19          | с. Ковалівка Білоцерківського району | НТБ «Колос» (с. Соф. Борщагівка) | 250                       | 4                      |
| «Кривбас» U-19        | Кривий Ріг                           | «Спарта» | 484                       | 7                      |
| «Лівий берег» U-19    | Київ                                 | «Лівий берег» (мас. Млиново) Арена «Лівий берег» (тренувальне поле) (мас. Млиново) (4 матчі) | 1372 500                  | —                      |
| ЛНЗ U-19              | Черкаси                              | НТБ ФК ЛНЗ (с. Геронимівка) «ЛНЗ-Арена» (с. Лебедин) (4 матчі) | 300 376                   | 16                     |
| «Оболонь» U-19        | Київ                                 | НТБ «Оболонь» (Буча) НТБ «Колос» (с. Соф. Борщагівка) (2 матчі) | 150 250                   | 15                     |
| ФК «Олександрія» U-19 | Олександрія                          | «Ніка-плюс» Стадіон ім. О. Поворознюка (с. Володимирівка) (1 матч) | 500 560                   | 6                      |
| «Полісся» U-19        | Житомир                              | «Спартак-Арена» НТЦ «Полісся» (с. Глибочиця) (2 матчі) | 1242 266                  | 5                      |
| «Рух» U-19            | Львів                                | Стадіон ім. Б. Маркевича (Винники) НТБ «Рух» (Винники) (7 матчів) | 900 250                   | 8                      |
| «Чорноморець» U-19    | Одеса                                | СОК «Люстдорф» «Іван» (2 матчі) | 500 1200                  | 14                     |
| «Шахтар» U-19         | Донецьк                              | «Княжа-Арена» (с. Щасливе) УСБ «Святошин» (Київ) (2 матчі) | 1000 500                  | 2                      |

 — нові команди

## Турнірна таблиця
| М  | Команда               | І  | В  | Н  | П  | РМ     | О  |
| -- | --------------------- | -- | -- | -- | -- | ------ | -- |
|    | «Динамо» U-19         | 30 | 26 | 2  | 2  | 104−12 | 80 |
|    | «Шахтар» U-19         | 30 | 24 | 4  | 2  | 86−23  | 76 |
|    | «Карпати» U-19        | 30 | 18 | 8  | 4  | 72−28  | 62 |
| 4  | «Колос» U-19          | 30 | 18 | 7  | 5  | 64−30  | 61 |
| 5  | «Верес» U-19          | 30 | 14 | 6  | 10 | 39−33  | 48 |
| 6  | «Рух» U-19            | 30 | 13 | 8  | 9  | 52−43  | 47 |
| 7  | «Полісся» U-19        | 30 | 11 | 11 | 8  | 54−35  | 44 |
| 8  | «Оболонь» U-19        | 30 | 11 | 6  | 13 | 41−47  | 39 |
| 9  | «Зоря» U-19           | 30 | 10 | 5  | 15 | 53−63  | 35 |
| 10 | «Ворскла» U-19        | 30 | 8  | 10 | 12 | 33−47  | 34 |
| 11 | «Кривбас» U-19        | 30 | 7  | 10 | 13 | 41−56  | 31 |
| 12 | ФК «Олександрія» U-19 | 30 | 8  | 7  | 15 | 42−61  | 31 |
| 13 | «Лівий берег» U-19    | 30 | 7  | 6  | 17 | 32−67  | 27 |
| 14 | «Чорноморець» U-19    | 30 | 5  | 4  | 21 | 28−67  | 19 |
| 15 | «Інгулець» U-19       | 30 | 4  | 6  | 20 | 26−74  | 18 |
| 16 | ЛНЗ U-19              | 30 | 4  | 4  | 22 | 21−102 | 16 |

## Найкращі бомбардири
| № | Футболіст         | Команда                              | Голи (пен.) |
| - | ----------------- | ------------------------------------ | ----------- |
| 1 | Дмитрій Кремчанін | «Динамо» U-19                        | 23          |
| 2 | Федір Задорожний  | «Зоря» U-19 (18) / «Динамо» U-19 (3) | 21 (5)      |
| 3 | Олексій Безручук  | «Колос» U-19                         | 17 (1)      |